# Altais
|  | Aquest article tracta sobre l'estrella. Vegeu-ne altres significats a «Altai». |

Altais (Delta del Dragó / δ Draconis) és el quart estel més brillant a la constel·lació del Dragó, després d'Etamin (γ Draconis), η Draconis i Alwaid (β Draconis). La seva magnitud aparent és +3,07.

## Nom
El nom d'Altais prové de l'àrab Al Tais i significa «la Cabra», en referència a un asterisme que simbolitzava aquest animal a l'antiga astronomia àrab. Una altra denominació molt utilitzada per a aquest estel és Nodus Secundus o Nodus II, d'origen llatí, car marca el segon nus en la figura del drac.
En l'astronomia xinesa, δ Draconis, al costat de Tyl (ε Draconis), π Daconis, ρ Draconis i Alsafi (σ Draconis), constituïa Tien Choo, «la Cuina Celestial».

## Distància i cinemàtica
Altais s'hi troba a 97 anys llum del sistema solar. Fa 750.000 anys va ser quan va estar a la mínima distància de la Terra —59 anys llum—, aconseguint la seva lluentor una magnitud de +1,97.
L'òrbita d'Altais al voltant del centre de la Via Làctia és considerablement excèntrica (e = 0,40, enfront d'e = 0,16 que té el Sol). Això fa que en a l'apoastre —màxima separació— la seva distància al centre de la galàxia supere els 17,2 kiloparsecs. χ Draconis, Labrum (δ Crateris) i ν Hydrae són exemples d'estels amb òrbites galàctiques també notablement excèntriques.

## Característiques
Altais és una gegant groc-taronja de tipus espectral G9III. Les seves característiques són similars a les de Vindemiatrix (ε Virginis), encara que és lleugerament menys lluminosa i calenta que aquesta última. La seva lluminositat és 63 vegades major que la del Sol i la seva temperatura superficial és de 4.817 K. Posseeix un radi 11 vegades més gran que el radi solar. Mostra un contingut metàl·lic inferior al solar en un 32% ([Fe/H] = -0,17). Amb una massa 2,5 vegades major que la del Sol, té una edat aproximada de 700 milions d'anys. En el seu nucli d'estel gegant es produeix la fusió de l'heli en carboni i oxigen.
Es desconeix si una estrella de magnitud 12 que s'hi troba a 88 segons d'arc d'Altais està relacionada amb ella o simplement coincideix en la mateixa línia de visió.